# 1929年全米選手権 (テニス)
1929年 全米選手権（1929ねんぜんべいせんしゅけん）に関する記事。

## 大会の流れ
- 1881年から1967年まで、全米選手権は各部門が個別の名称を持ち、大会会場も別々のテニスクラブで開かれた。これが他の3つのテニス4大大会と大きく異なる点である。
  - 男子シングルス　名称：全米シングルス選手権（U.S. National Singles Championship）／会場：ニューヨーク市クイーンズ区フォレストヒルズ、ウエストサイド・テニスクラブ　（1924年-1977年）
  - 女子シングルス　名称：全米女子シングルス選手権（U.S. Women's National Singles Championship）／会場：フォレストヒルズ、ウエストサイド・テニスクラブ　（1921年-1977年）
  - 男子ダブルス　名称：全米ダブルス選手権（U.S. National Doubles Championship）／会場：マサチューセッツ州ボストン市、ロングウッド・クリケット・クラブ　（1917年-1933年まで）
  - 女子ダブルス　名称：全米女子ダブルス選手権（U.S. Women's National Doubles Championship）／会場：フォレストヒルズ、ウエストサイド・テニスクラブ　（1921年-1933年まで）
  - 混合ダブルス　名称：全米混合ダブルス選手権（U.S. Mixed Doubles Championship）／会場：フォレストヒルズ、ウエストサイド・テニスクラブ　（1921年-1934年まで）

## シード選手

### 男子シングルス
（アメリカ人シード選手：8名）
1. ビル・チルデン　（優勝、4年ぶり7度目）
2. ジョージ・ロット　（3回戦）
3. フランシス・ハンター　（準優勝）
4. ジョン・ドエグ　（ベスト4）
5. ジョン・バン・リン　（ベスト8）
6. バークレー・ベル　（3回戦）
7. フリッツ・マーカー　（ベスト8）
8. グレゴリー・マンジン　（2回戦＝初戦）

（外国人シード選手：6名）
1. ヘンリー・オースチン　（ベスト8）
2. ノーマン・ファーカーソン　（2回戦＝初戦）
3. ジョン・オリフ　（3回戦）
4. 安部民雄　（4回戦）
5. エドワード・エイボリー　（3回戦）
6. ヘルマン・アップマン　（2回戦＝初戦）

### 女子シングルス
（アメリカ人シード選手：8名）
1. ヘレン・ウィルス　（優勝、3年連続6度目）
2. ヘレン・ジェイコブス　（ベスト4）
3. エディット・クロス　（ベスト8）
4. モーラ・マロリー　（ベスト4）
5. メイ・サットン・バンディ　（3回戦）
6. メアリー・グリーフ　（ベスト8）
7. アンナ・ハーパー　（3回戦）
8. マージョリー・グラッドマン　（3回戦）

（外国人シード選手：5名）
1. ベティ・ナットール　（ベスト8）
2. フィービ・ワトソン　（準優勝）
3. ペギー・ミシェル　（ベスト8）
4. フィリス・コベル　（3回戦）
5. オリーブ・ウェード　（1回戦）

## 大会経過

### 男子シングルス
準々決勝
- ビル・チルデン vs.  ジョン・バン・リン　7-5, 2-6, 9-7, 6-2
- ジョン・ドエグ vs.  ヘンリー・オースチン　6-4, 6-4, 6-3
- フリッツ・マーカー vs.  ウィルマー・アリソン　8-6, 10-8, 6-4
- フランシス・ハンター vs.  リチャード・ウィリアムズ　6-0, 6-3, 6-4

準決勝
- ビル・チルデン vs.  ジョン・ドエグ　4-6, 6-2, 2-6, 6-4, 6-3
- フランシス・ハンター vs.  フリッツ・マーカー　6-4, 6-8, 6-4, 6-3

### 女子シングルス
準々決勝
- ヘレン・ウィルス・ムーディ vs.  ペギー・ミシェル　6-0, 6-1
- モーラ・マロリー vs.  ベティ・ナットール　6-3, 6-3
- ヘレン・ジェイコブス vs.  メアリー・グリーフ　6-2, 6-2
- フィービ・ワトソン vs.  エディット・クロス　2-6, 6-1, 6-3

準決勝
- ヘレン・ウィルス・ムーディ vs.  モーラ・マロリー　6-0, 6-0
- フィービ・ワトソン vs.  ヘレン・ジェイコブス　6-1, 3-6, 6-4

## 決勝戦の結果
- 男子シングルス： ビル・チルデン vs.  フランシス・ハンター　3-6, 6-3, 4-6, 6-2, 6-4
- 女子シングルス： ヘレン・ウィルス・ムーディ vs.  フィービ・ワトソン　6-4, 6-2
- 男子ダブルス： ジョージ・ロット＆ ジョン・ドエグ vs.  バークレー・ベル＆ ルイス・ホワイト　10-8, 16-14, 6-1
- 女子ダブルス： フィービ・ワトソン＆ ペギー・ミシェル vs.  フィリス・コベル＆ ドロシー・シェパード＝バロン　2-6, 6-3, 6-4
- 混合ダブルス： ジョージ・ロット＆ ベティ・ナットール vs.  ヘンリー・オースチン＆ フィリス・コベル　6-3, 6-3